# Бамби ефекат
Бамби ефекат је противљење против убијања животиња које су перципиране као „слатке” или „симпатичне”, попут јелена, док може постојати мало или нимало приговора на патњу животиња које се доживљавају као одбојне или мање пожељне, попут свиња или других шумских створења.
Позивајући се на облик наводног антропоморфизма, појам је инспирисан анимираним филмом Бамби, Волта Дизнија из 1942. године, где је емоционални врхунац смрт мајке водећег лика од руке антагониста филма, ловца познатог само као Човек.

## Ефекти
Неки коментатори су преписали овај ефекат повећању свести јавности о опасностима загађења, као у случају судбине морских видри након изливања нафте брода Екон Валдез, или у случају јавног интереса застрашивања птица на аеродромима на несмртоносан начин. У случају инвазивних врста, уочена симпатичност може помоћи у спречавању напора за искорењивање уљеза, попут белог јелена у Поинт Рејесу, у Калифорнији.
Ефекат се наводи и као антропоморфни квалитет модерне кинематографије: већина људи у модерној западној цивилизацији није упозната са дивљим животињама, осим „путем телевизије или биоскопа, где мала симпатична створења расправљају о романтици, самоопредељењу и оданости попут пријатеља на шољи кафе”, што је довело до утицаја на јавну политику и имиџ предузећа из филмова која загађују или на неки други начин штете животној средини.
Ефекат је наведен и у догађајима после рекордних снежних падавина у америчкој држави Колорадо 2007. године, када је храна за јелене, рачвороге антилопе и вапите постала толико оскудна да су животиње почеле да гладују. Одељење за дивље животиње у Колораду било је преплављено захтевима и понудама грађана да помогну животињама, да би на крају било потрошено готово два милиона долара на исхрану гладних дивљих животиња. Међу неким месарама, Бамби ефекат (и уопште, антропоморфни ликови Волта Дизнија) заслужан је за подстицање вегетаријанског покрета. Кувари користе овај термин како би описали недостатак интересовања купаца за, на пример, читаве рибе: „То је ефект Бамбија - купци не желе да их гледају“.